# Цзо Сі
Цзо Сі (*250 — †305) — відомий китайський поет часів династії Західна Цзінь.

## Життєпис
Походив з аристократичної родини Цзо. Народився у 250 році у м. Лінцзі (сучасна провінція Шаньдун). Син Цзо Ена, службовця імператорського архіву. Отримав гарну освіту. Втім внаслідок природної вади — заїкання — вимушений був відмовитися від державної кар'єри. Після того, як у 272 році його сестра Цзо Фен стала наложницею імператора Ву запрошення до імператорського трону отримав й Цзо Сі. Втім він більше займався літературними вправами, ставши членом гуртка «Двадцять чотири друзі». У 303 році отримав пропозицію від імператора зайняти посаду імператорського секретаря, але відмовився за станом здоров'я. У 305 році помер у м.Лоян.

## Творчість
З доробку Цзо Сі збереглося небагато. Відомими є циклі «Віршів на історичні теми», «Віршів про різне», «Живу на спокої», рапсодії про три столиці, «Пустельник». Основна тема: події давніх часів, природна чистота, часто застосовують алегоричний метод.